# Kulturbrauerei
Kulturbrauerei er et stort bygningskompleks beliggende på Schönhauser Allee i bydelen Prenzlauer Berg i Berlin, som anvendes til kulturelle formål. 
De 25.000 m² store bygninger rummede oprindeligt et bryggeri og har siden 1974 været fredet grundet den særlige arkitektur. Det er en af de få velbevarede industribygninger i Berlin fra slutningen af det 19. århundrede. Bygningerne rummer bl.a. biografer, teater, diskoteker og udstillingslokaler.